# Wa-11
Wa-11 — тральщик Імперського флоту Японії, який взяв участь у Другій світовій війні.
Корабель, який належав до допоміжних тральщиків типу Wa-1, спорудили у 1943 році на верфі компанії Naniwa Dock.
З лютого 1943-го Wa-11 належав до військово-морського округу Йокосука, який відповідав за охорону східного узбережжя Японського архіпелагу. До кінця війни корабель діяв біля північно-східного узбережжя Хонсю, зокрема в районах Токійської затоки, Касіми та Онагави. Головними завданнями при цьому були ескортна та протичовнова служба, а також тральні роботи.
13 червня 1943-го під час супроводу конвою Wa-11 провів атаку глибинними бомбами по ймовірній ворожій субмарині. Ще одну подібну атаку провели 15 серпня.
17 жовтня 1943-го під час ескортування конвою Wa-11 зіткнувся з кайбоканом (фрегатом) «Хірадо» та зазнав певних пошкоджень носової частини. Втім, лише в травні 1944-го корабель пройшов доковий ремонт в Уразі.
У вересні 1944-го зенітне озброєння підсилили чотирма 25-мм автоматами.
Після капітуляції Японії Wa-11 передали Великій Британії.